# اندی مکافی
اندی مَـکافی (انگلیسی: Anndi McAfee؛ ‎/ˈmækəfiː/‎؛ زادهٔ ۲۸ سپتامبر ۱۹۷۹) یک هنرپیشه، صداپیشه و خواننده اهل ایالات متحده آمریکا است. وی از سال ۱۹۸۴ میلادی تاکنون مشغول فعالیت بوده‌است.
از فیلم‌ها یا برنامه‌های تلویزیونی که وی در آن نقش داشته‌است می‌توان به زنگ تفریح، تام و جری: فیلم سینمایی، تار شارلوت ۲: حادثه‌ای بزرگ ویبلر، بی‌واچ، هی آرنولد!، مرغ ربات و زمین قبل از زمان ۵: جزیره اسرارآمیز اشاره کرد.